# Алес Бјаљацки
Алес Виктаравич Бјаљацки (блр. Алесь Віктаравіч Бяляцкі; Вјартсиља, 25. септембар 1962) је белоруски активиста, противник власти Александра Лукашенка и политички затвореник. Оснивач је Центра за људска права Вјасна, који је основан 1996. године као одговор на насилно гашење уличних протеста против Лукашенка. Један је од добитника Нобелове награде за мир 2022. године.